# Alberta Zucchi
Alberta Zucchi (Milán, 14 de febrero de 1938 - San Antonio de los Altos, 22 de febrero del 2023) fue una antropóloga y arqueóloga italo-venezolana. Profesora jubilada de la Universidad Central de Venezuela, investigadora jubilada del Instituto Venezolano de Investigaciones Científicas (IVIC). Fue una de las arqueólogas con mayor renombre en la comunidad arqueológica venezolana, por sus innumerables aportes a la disciplina, que van desde la arqueología prehispánica hasta la arqueología de los tiempos coloniales y republicanos.

## Formación Académica
Sus estudios de pregrado los realizó en la escuela de Sociología y Antropología de la Universidad Central de Venezuela (UCV). Su principal influencia académica fue José María Cruxent (1911-2005), fundador del Departamento de Antropología del Instituto Venezolano de Investigación Científica (IVIC) y autor, junto a Irving Rouse, de Arqueología Prehispánica de Venezuela, una de las obras monográficas más importante de la academia arqueológica venezolana, por sentar las bases de la clasificación tipológica y cronológica de los indígenas pretéritos del territorio de Venezuela.
El hito que marcó Arqueología Prehispánica de Venezuela fue complementado y continuado por los discípulos de Rouse y Cruxent, entre los que se encontraban Alberta Zucchi, Erika Wagner y Patrick Gallagher.
En 1967 obtuvo el título de Doctora en Antropología por la Facultad de Económica y Ciencias Sociales de la UCV. Su tesis se tituló: La Betania: un yacimiento arqueológico del occidente de Venezuela.
A lo largo de su carrera como investigadora y docente, Alberta Zucchi ha formado una generación de relevo que se dedica a la producción de conocimiento arqueológico, antropolingüístico y etnológico, entre los que se cuentan: Rodrigo Navarrete Sánchez, Jeyni Gonzalez y Silvia Vidal. 

## Trabajos arqueológicos
Se puede decir que a lo largo de su carrera académica, Alberta Zucchi tuvo tres grandes líneas de investigación. 

### Arqueología Llanos Occidentales y Orinoco Medio
La primera línea fueron sus investigaciones arqueológicas del periodo prehispánicas en los Llanos Occidentales y en el Orinoco Medio, desde un punto de vista histórico-cultural y ecológico cultural. Durante la década de los sesenta y los setenta, Zucchi trabajó en los Llanos Occidentales venezolanos, especialmente en Barinas. Los resultados de esta investigación fueron: «el establecimiento de una nueva serie cerámica (Osoide), el hallazgo de la alfarería policroma más temprana de América, el estudio de construcciones artificiales de tierra (calzadas y montículos) y la presencia de contactos y relaciones entre grupos precolombinos llaneros y de selva tropical». A finales de la década de los setenta y a principios de los ochenta, Zucchi empezó a investigar el Orinoco Medio, empleando el modelo de Donal Lathrap –combinación de datos lingüísticos y etnológicos con datos arqueológicos–, para conocer el origen de las culturas llaneras y vislumbrar las relaciones entre los grupos llaneros y selváticos. Los resultados de dicha investigación fueron: «definir dos nuevas series cerámicas (Ceñoide y Valloide), reconstruir la secuencia ocupacional de la zona que abarca el período desde los años 1000 AC. hasta los 1400 DC., y establecer tanto la alta diversidad cultural de los grupos del Orinoco como nuevas conexiones e interacciones entre estos grupos y los de la cuenca Amazónica y las Guayanas».

### Arqueología del Alto Orinoco
La segunda línea de investigación, fue desarrollada en el Alto Orinoco, la cual produjo diversos resultados: «el rechazo de varias de las hipótesis de Lathrap, Rouse y otros arqueólogos, sobre los procesos expansivos de los Arawakos, la definición de una tradición cerámica que denominó de Líneas Paralelas, y la proposición de un nuevo modelo de migración y desarrollo de los grupos Arawakos, desde la cuenca Amazónica hacia otras regiones de Sudamérica, las Antillas. Este modelo además de emplear diversas variables explicativas, incorpora datos de historia oral y del sistema de creencias de los grupos Arawakos contemporáneos, así como la información etnohistórica y de los procesos de etnogénesis».

### Arqueología de los Tiempos Coloniales y Republicanos
La tercera línea fueron sus investigaciones arqueológicas del periodo colonial y republicana en el noroeste de Venezuela (Edo. Falcón y Zulia), tratando de emplear y correlacionar artefactos y contextos arqueológicos con fuentes documentales históricas. Su principal trabajo de campo en esta área fue en el antiguo cementerio y fortaleza de San Carlos (Edo. Zulia, Barra del Lago de Maracaibo), una de las principales fortificaciones del periodo colonial en Venezuela. Gracias a dicho trabajo, Zucchi inició una innovadora investigación histórica sobre las prácticas y patrones funerarios en los cementerios prehispánicos, coloniales y contemporáneos en Venezuela.
En este sentido Alberta Zucchi ha dejado un gran aporte a la historia Venezolana, una historia hecha desde una perspectiva antropológica y arqueológica. 

## Publicaciones
Sus publicaciones son numerosas, contabilizándose en más de 60 artículos, libros y varios informes técnicos y artículos de divulgación. Entre ellos se encuentran: 

### Monografías
- 1967 - La Betania, un Yacimiento Arqueológico del Occidente de Venezuela.[4]
- 1976 - Caño Caroní: Un Grupo Prehispánico de la Selva de los Llanos de Barinas.[5]
- 1978 - Unidad y Variedad: Ensayos en Homenaje a José M. Cruxent (Ed. con E. Wagner).[6]
- 1979 - Campos Elevados e Historia Cultural Prehispánica en los Llanos Occidentales de Venezuela (con William Denevan).[7]
- 2000 - Historia y etnicidad en el noroeste amazónico (Ed. con Silvia Vidal).[8]
- 2000 - Polvo eres y en Polvo te Convertirás: La Muerte y su Entorno en Venezuela hasta 1940.[9]
- 2010 - Recuperando el Pasado: arqueología e historia documental de la iglesia de San Francisco de Coro.[10]
- 2015 - San Bernardino: Orígenes de un pueblo del oriente venezolano.[11]

### Artículos
- 1972 - La Prehistoria de los Llanos Occidentales: Investigaciones Recientes.
- 1973 - La Población Aborigen de los Llanos Occidentales de Venezuela.
- 1973 - Tropical Forest Groups of the Venezuelan Savannas: Archeological Evidence.
- 1975 - Campos de Cultivo Prehispánicos vs. Módulos de Apure.
- 1975 - El Postgrado en Antropología en Venezuela: un Análisis de sus Características.
- 1975 - La Tecnología Aborigen y el Aprovechamiento Agrícola de Nuestras Sabanas.
- 1976 - Datos recientes sobre la prehistoria de los Llanos Occidentales de Venezuela..
- 1978 - La Variabilidad Ecológica y la Intensificación de la Agricultura en los Llanos Venezolanos.
- 1982 - Evolución y antigüedad en la alfarería con esponjilla en Agüerito: un yacimiento del Orinoco Medio (con Kay Tarble).
- 1984 - Cedeñoides: un nuevo grupo prehispánico del Orinoco Medio (con Kay Tarble).
- 1984 - Nueva evidencia sobre la penetración de grupos cerámicos a las Antillas Mayores.
- 1984 - The ceramic sequence and new TL and C-14 dates far the Agüerito site of the Middle Orinoco, Venezuela (con Erika Wagner y Eduardo Vaz).
- 1985 - Evidencias arqueológicas sobre los grupos de posible lengua Caribe.
- 1988 - El Orinoco Medio. Su importancia para explicar la relación entre el juego de pelota de los Otomaco, de las Antillas y de Mesoamérica.
- 1990 - La serie meillacoide y sus relaciones con la Cuenca del Orinoco.
- 1991 - El Negro-Casiquiare-Alto Orinoco como ruta conectiva entre el Amazonas y el norte de Sur América.
- 1991 - El patrón de asentamiento de Guarinuma (Territorio Federal Amazonas, Venezuela): una estrategia adaptativa a un río de aguas negras.
- 1991 - Las migraciones Maipures: diversas líneas de evidencias para la interpretación arqueológica.
- 1991 - Prehispanic connections between the Orinoco, the Amazon and the Caribbeab area.
- 1991 - Procesos de fisión, migraciones permanentes tempranas y etnicidad arqueológica entre grupos Maipures del norte.
- 1992 - Como ellos la cuentan. La ocupación de la Orinoquia según la historia oral de un grupo Maipure del norte.
- 1995 - Arqueología histórica de la barra de Maracaibo (Venezuela). Fortificaciones y asentamientos.
- 1996 - Impacto de la colonización hispanolusitana en las organizaciones sociopolíticas y económicas de los Maipures- Arawakos del Alto Orinoco-Río Negro (siglo XVII-XVIII) (con Silvia Vidal).
- 1997 - Tombs and Testaments: Mortuary Practices During the Seventeenth to Nineteenth Centuries in the Spanish-Venezuelan Catholic Tradition.[12]
- 1999 - Efecto de las expansiones coloniales en las poblaciones indígenas del noroeste amazónico (1798-1830) (con Silvia Vidal).
- 2000 - Una tipología de sitios arqueológicos relacionados con ocupaciones Maipures: Región Alto Orinoco-Alto Negro, Venezuela.
- 2000 - Los caminos del Kúwai: evidencia del conocimiento geopolítico de las expansiones y migraciones de los grupos Arawakos (con Silvia Vidal).
- 2000 - «Polvo eres y en polvo te convertirás: la muerte y su entorno en Venezuela hasta 1940». Antropológica, N°93-94: 3-133.
- 2002 - A new model of the northern Arawakan expansion.
- 2005 - La importancia del canal del Casiquiare durante el período prehispánico tardío y colonial temprano.
- 2006 - Ríos de aguas blancas y negras, asentamientos, organización social y patrones migratorios de grupos Arahuacos del Alto Negro venezolano.
- 2006 - Churches as catholic burial places: excavations at the San Francisco Church, Venezuela.[13]
- 2010 - Recuperando el pasado: arqueología e historia documental de la Iglesia de San Francisco de Coro.[14]